# Masía Manent
Can Manent es una masía de Llissá de Munt (Barcelona, Cataluña) situada en el suroeste del municipio, dentro del bosque de Can Manent. Limita al oeste con el término municipal de Palau de Plegamans y la urbanización Estany de Gallecs (enclave histórico de Moncada y Reixach); al este con la riera Seca, la finca Can Salze, la masía de Can Lledó y la hípica Camp Rodó; al sur con la masía de Can Vila-rosal (Parets); y al norte con la urbanización Palaudalba.